# Walckenaeria incisa
Walckenaeria incisa là một loài nhện trong họ Linyphiidae. Chúng được Octavius Pickard-Cambridge miêu tả năm 1871.